# Биг-бит
Биг-бит (англ. big beat) — одна из разновидностей современной электронной музыки, сформировавшаяся в 1990-х годах. Основные характеристики биг-бита — мощный среднетемповый ломаный бит, напоминающий фанковые партии ударных, сыгранные в более медленном темпе, чем изначально, «жирная» бас-партия, искаженный брейкбит, психоделические синтезаторные вставки и семплы из музыки разных стилей (джаз, хард-рок и брит-поп и т. д.). Родоначальниками жанра являются группа Jesus Jones с первым в истории биг-бит треком 'Info Freako'. Название жанра пошло от названия клуба — Big beat boutique — где выступал Fatboy Slim в качестве диджея в начале его карьеры

## Музыкальное описание
Биг-бит — это преимущественно инструментальная музыка. Он включает в себя тяжелые и дисторшированные барабанные партии в темпе от 100 до 140 ударов в минуту. Как и в других направлениях, основанных на брейкбитовой ритмике, для партий ударных в биг-бите типичны синкопированные рисунки, дробления слабых долей, полиритмия, «напластования» нескольких линий, хотя и не столь сложные, как в джангле. Также в биг-бите встречаются партии синтезатора Roland TB-303, напоминающие эйсид-хаус, и фрагменты фанка, соула, джаза и рока 1960-х и 1970-х годов, вокал из панка и/или хип-хопа и интенсивные дисторшированные синтезаторные басовые линии с традиционной структурой поп-, хаус- и техно-песен. Биг-бит-композиции имеют звук, который включает в себя крещендо, билды, дропы, расширенные барабанные дроби и звуки, такие как семплы разговоров, диалоги из фильмов и телевидения, дополнительные инструменты, такие как ближневосточные струнные или ситары, взрывы, воздушные рожки, сирены (обычно полицейские сирены) и выстрелы. Как и в некоторых других танцевальных жанрах, в этом жанре распространено использование таких эффектов, как фильтры, фэйзер и фленджер.

## История
Родоначальниками и лидерами биг-бита считаются The Prodigy, The Crystal Method, The Chemical Brothers, Fatboy Slim и Propellerheads. Название данного стиля совпадает с обозначением одного из ранних направлений поп-музыки (предшествовавшего становлению собственно рока), однако путать их не следует. «Современный» биг-бит ещё иногда именуют химическим битом — по названию песни Chemical Brothers («chemical beats»).
В 1995—1996 году биг-бит в основном концентрировался вокруг двух британских лейблов — брайтонского Skint и лондонского Wall of Sound. Наиболее известные артисты, творившие в данном направлении — Fatboy Slim, The Prodigy, Bentley Rhythm Ace, Lo-Fidelity Allstars, Propellerheads, Wiseguys, французский проект Les Rythmes Digitales и др. В Америке биг-бит тоже стал популярен, найдя пристанище на лейбле «City of Angels Records» (Crystal Method — «американский ответ» Chemical Brothers, а также Uberzone, Lunatic Calm, Front BC).

## Современность
Биг-бит постепенно эволюционировал, превращаясь из чисто инструментальной музыки в вокально-инструментальную (или, по крайней мере, в музыку с более ярко выраженной мелодикой), из чисто танцевальной — в музыку, пригодную и для внимательного слушания. Те же Chemical Brothers, словно оправдывая название стиля, привнесли в него заметные ретро-элементы, все чаще использовали тембры, имитирующие звучание акустических инструментов, и т. д. Propellerheads стилизовали мелодии из шпионских фильмов, пригласив к сотрудничеству джаз-диву Ширли Бэйси; Fatboy Slim добавил в саунд «гаражной» экспрессии и элементов всевозможных стилей (а затем и вовсе решил отойти от биг-бита, поскольку им занялся «конкурент» Моби). Сегодня под биг-битом иногда подразумевают некую настоянную на брейк-бите эклектику, вбирающую в себя элементы самых разных стилей и при этом пригодную для танцев.

## Ведущие исполнители
- Agent Provocateur
- Apollo 440
- Bentley Rhythm Ace
- Cirrus
- David Holmes
- Fatboy Slim
- Fluke
- Freestylers
- Hardknox
- Indian Ropeman
- Jesus Jones
- Junkie XL
- KLF
- Lionrock
- Lo Fidelity Allstars
- Lunatic Calm
- Monkey Mafia
- Overseer
- Propellerheads
- Space Riders
- The Chemical Brothers
- The Crystal Method
- The Prodigy
- The Wiseguys